# Mulčovač
Mulčovač je speciální sekačka pro nepravidelnou údržbu travnatých ploch. Tato sekačka nemá sběrný koš. Význam mulčovačů spočívá v tom, že vysokou trávu useknou, uvnitř šasí rozsekají na malé kousíčky – drť – a tuto hmotu zapracují zpět do trávníku. Díky tomu stačí travnatou plochu sekat třikrát až čtyřikrát ročně. Mulčovače neslouží pro parkovou úpravu trávníků.

## Co mulčujeme
Mulčovat můžeme v podstatě veškeré udržované travní plochy, přerostlou trávu, plevel, nálety a ostatní biologický odpad (likvidace bramborových natí, chmelového odpadu atd.), sady, plochy kolem silnic, příkopy. Mulčovače jsou vhodné i pro komunální služby.

## Obliba
Jak je již výše uvedeno, mulčování je ekologická likvidace trávy a plevelů. A ekologie v současné moderní době stále více vstupuje do běžného života a bude nás a naše životy ovlivňovat stále hlouběji. Pálení tohoto odpadu je přísně zakázáno a odvoz do skládek zabírá spoustu času a stojí peníze. Při mulčovaní neudržovaných ploch, kde roste plevel, nálety a podobný odpad, dochází při pravidelném a správném systému mulčování již během krátké doby k rekultivaci pozemku. Mulčovač je zkonstruován tak, že pokud máte na pozemku drobné nerovnosti, tyto nerovnosti vyrovnává. Drobné kousky mulčované trávy, které necháte ležet na pozemku, zetlí a působí jako hnojivo pro obnovení nebo zlepšení kvality porostu a drží vláhu po určitou dobu. Na pravidelně udržované travní plochy je hezký pohled a jsou součástí krajinotvorby.